# Thünahof
Thünahof ist ein Gemeindeteil der Stadt Ludwigsstadt im Landkreis Kronach (Oberfranken, Bayern).

## Geographie
Der Weiler liegt am Fuße der Anhöhe Heide (601 m ü. NHN, 0,5 km nordwestlich). Im Osten gibt es einen Ockerkalkbruch, der als Geotop ausgezeichnet ist. Die Kreisstraße KC 26 führt nach Ludwigsstadt zur Bundesstraße 85 (1 km südlich) bzw. nach Steinbach an der Haide (2,4 km nordöstlich).

## Geschichte
Thünahof war ursprünglich ein herrschaftliches Vorwerk, das 1712 verkauft und zerschlagen wurde. Es gehörte zur Realgemeinde Ludwigsstadt. Gegen Ende des 18. Jahrhunderts gab es 7 Anwesen (1 Kammergut, 4 halbe Kammergüter, 1 Drittelkammergut, 2 Viertelkammergüter, davon eines unbewohnt). Das Hochgericht übte das bayreuthische Amt Lauenstein aus. Die Grundherrschaft über alle Anwesen hatte das Kastenamt Lauenstein.
Von 1797 bis 1808 unterstand der Ort dem Justiz- und Kammeramt Lauenstein. Mit dem Gemeindeedikt wurde Thünahof dem 1808 gebildeten Steuerdistrikt Lauenstein und der 1818 gebildeten Ruralgemeinde Ludwigsstadt zugewiesen.

### Bodendenkmäler
- Burgstall, vermutlich hochmittelalterlich. Noch 1774 wird in der Lauensteiner Amtsbeschreibung ein Wallgraben und ein Rondell mit einem Keller darunter erwähnt. Spuren von verschliffenen Wällen sind noch heute, etwa 500 Meter nordwestlich des Ortes, zu erkennen.[6]

### Einwohnerentwicklung
| Jahr      | 001802 | 001818 | 001861 | 001871 | 001885 | 001900 | 001925 | 001950 | 001961 | 001970 | 001987 |
| Einwohner | 42     | 36     | 47     | 40     | 39     | 45     | 31     | 41     | 37     | 32     | 26     |
| Häuser    | 7      | 7      |        |        | 7      | 7      | 5      | 6      | 6      |        | 8      |
| Quelle    | [ 8 ]  | [ 5 ]  | [ 9 ]  | [ 10 ] | [ 11 ] | [ 12 ] | [ 13 ] | [ 14 ] | [ 15 ] | [ 16 ] | [ 1 ]  |

## Religion
Der Ort ist evangelisch-lutherisch geprägt und nach St. Michael (Ludwigsstadt) gepfarrt.